# Harwood Heights
Harwood Heights es una villa ubicada en el condado de Cook en el estado estadounidense de Illinois. En el Censo de 2010 tenía una población de 8612 habitantes y una densidad poblacional de 4.030,44 personas por km².

## Geografía
Harwood Heights se encuentra ubicada en las coordenadas 41°57′59″N 87°48′20″O / 41.96639, -87.80556. Según la Oficina del Censo de los Estados Unidos, Harwood Heights tiene una superficie total de 2.14 km², de la cual 2.14 km² corresponden a tierra firme y (0%) 0 km² es agua.

## Demografía
Según el censo de 2010, había 8612 personas residiendo en Harwood Heights. La densidad de población era de 4.030,44 hab./km². De los 8612 habitantes, Harwood Heights estaba compuesto por el 85.11% blancos, el 0.65% eran afroamericanos, el 0.28% eran amerindios, el 7.2% eran asiáticos, el 0.05% eran isleños del Pacífico, el 4.45% eran de otras razas y el 2.26% pertenecían a dos o más razas. Del total de la población el 12.41% eran hispanos o latinos de cualquier raza.